# 天才学級アント・ファーム サウンドトラック
『天才学級アント・ファーム サウンドトラック』(A.N.T. Farm Soundtrack)はディズニー・チャンネルで放送されたコメディドラマ『天才学級アント・ファーム』のサウンドトラックである。米国で2011年10月11日に発売され、日本で2012年4月18日に発売された。

## 概要
本作品はディズニー･チャンネル放送コメディドラマ『天才学級アント・ファーム』に基づいた楽曲が収められ、歌のほとんどは主演を務めるチャイナ・アン・マクレーンによって歌われている。「エクセプショナル」(原題: "Exceptional" )は番組の主題歌である。タイオ・クルーズの「ダイナマイト」(原題: "Dynamite")、クリスティーナ・アギレラの「ビューティフル」(原題:"Beautiful" )をカバーした2曲が収められている。「ダイナマイト」は先行シングルとして2011年7月26日発売されセカンド･シングルにオリジナルの歌「コーリング・オール・ザ・モンスターズ」(原題: "Calling All the Monsters" )が発売されている。DJ・ジャジー・ジェフ&ザ・フレッシュ・プリンス「サマータイム」(原題: "Summertime")のカバー曲は共演者のカーロン・ジェフリーが歌っている。「ポーズ」(原題: "Pose" ) は共演者のステファニー・スコットとカーロン・ジェフリーによって歌われ、そのほか2曲はマクレーンとその姉妹によって歌われている。
2011年アルバムは米国 Billboard 200 アルバムチャートで最高29位となり、Billboard Top Soundtracks で最高2位、Billboard Top Kid Audio で第1位となる。
シングル曲「コーリング・オール・ザ・モンスターズ」は Billboard Hot 100 チャートで最高86位となる。

### その他
「コーリング・オール・ザ・モンスターズ」は同チャンネル放送番組『シェキラ!』のエピソード「友達は宇宙人！」で使用され、「ポーズ」はディズニー・チャンネル・オリジナル・ムービー『フレネミーズ』の中で使用されている。

## 収録曲
| #         | タイトル                                                           | 作詞・作曲 | 時間  |
| --------- | ------------------------------------------------------------------ | --- | ----- |
| 1.        | 「エクセプショナル」(チャイナ・アン・マクレーン)                   | トビー・ガッド、リンディ・ロビンス                                                                                        | 2:57  |
| 2.        | 「ダイナマイト」(チャイナ･アン･マクレーン)                         | ベンジャミン・レヴィン、タイオ・クルーズ、マックス・マーティン、ボニー・マッキー、ルカシュ・ゴットヴァルト                | 2:42  |
| 3.        | 「コーリング・オール・ザ・モンスターズ」(チャイナ･アン･マクレーン) | ニクラス・マリンダー、チャイナ･アン･マクレーン、ジョアシム・パースソン、ヨハン・アルケナス、チャーリー・メーソン          | 3:27  |
| 4.        | 「アンストッパブル」(チャイナ･アン･マクレーン)                     | ニクラス・マリンダー、ジョアシム・パースソン、ヨハン・アルケナス、チャーリー・メーソン、チャイナ･アン･マクレーン          | 3:22  |
| 5.        | 「ビューティフル」(チャイナ･アン･マクレーン)                       | リンダ・ペリー | 3:18  |
| 6.        | 「マイ・クラッシュ」(チャイナ･アン･マクレーン)                     | カーラ・ディオガーディ、ウェス・ジョーンズ、マシュー・シャーマン、コーリー・トーマス                                      | 3:24  |
| 7.        | 「ポーズ」(ステファニー・スコット & カーロン・ジェフリー)          | ウィンディ・ワグナー、マイケル・デニス・スミス、スペンサー・リー                                                          | 3:26  |
| 8.        | 「サマータイム」(カーロン・ジェフリー)                             | スミス、フラ (マホーン)、K・フィンガース (シンプキンス)、テイラー、ミケンズ・ベル、ブラウン、トーマス、ウェストフィールド | 4:13  |
| 9.        | 「パーフェクト・ミステイク」(マクレーン･シスターズ)                | シエラ・A・マクレーン、マイケル・J・マクレーン                                                                            | 3:25  |
| 10.       | 「エレクトロニック・アポロジー」(マクレーン･シスターズ)            | シエラ・A・マクレーン、マイケル・J・マクレーン                                                                            | 3:23  |
| 合計時間: | 合計時間:                                                          | 合計時間: | 32:59 |

| #         | タイトル | 作詞・作曲 | 時間  |
| --------- | --- | --- | ----- |
| 11.       | 「コーリング･オール･ザ･モンスターズ(ロック･マフィア･リミックス) 【日本盤ボーナス・トラック】」(チャイナ･アン･マクレーン) | ニクラス・マリンダー、チャイナ・アン・マクレーン、ジョアシム・パースソン、ヨハン・アルケナス、チャーリー・メーソン | 3:41  |
| 12.       | 「アンストッパブル(デイヴ･オード･ラジオ･ミックス) 【日本盤ボーナス・トラック】」(チャイナ･アン･マクレーン)               | ニクラス・マリンダー、ジョアシム・パースソン、ヨハン・アルケナス、チャーリー・メーソン、チャイナ･アン･マクレーン   | 3:54  |
| 合計時間: | 合計時間: | 合計時間: | 40:34 |

## チャート
| チャート (2011年-2012年)       | 最高順位 |
| ------------------------------ | -------- |
| スペイン プロムシカエ          | 98       |
| 米国 Billboard 200             | 29       |
| 米国 Billboard Kid Albums      | 1        |
| 米国 Billboard Top Soundtracks | 2        |

## 発売日
| 国名 | 発売日         | フォーマット              | レーベル                     |
| ---- | -------------- | ------------------------- | ---------------------------- |
| 米国 | 2011年10月11日 | CD、デジタル･ダウンロード | ウォルト・ディズニー         |
| 日本 | 2012年4月18日  | CD、デジタル･ダウンロード | エイベックス・マーケティング |